# 잉글리시 헤리티지

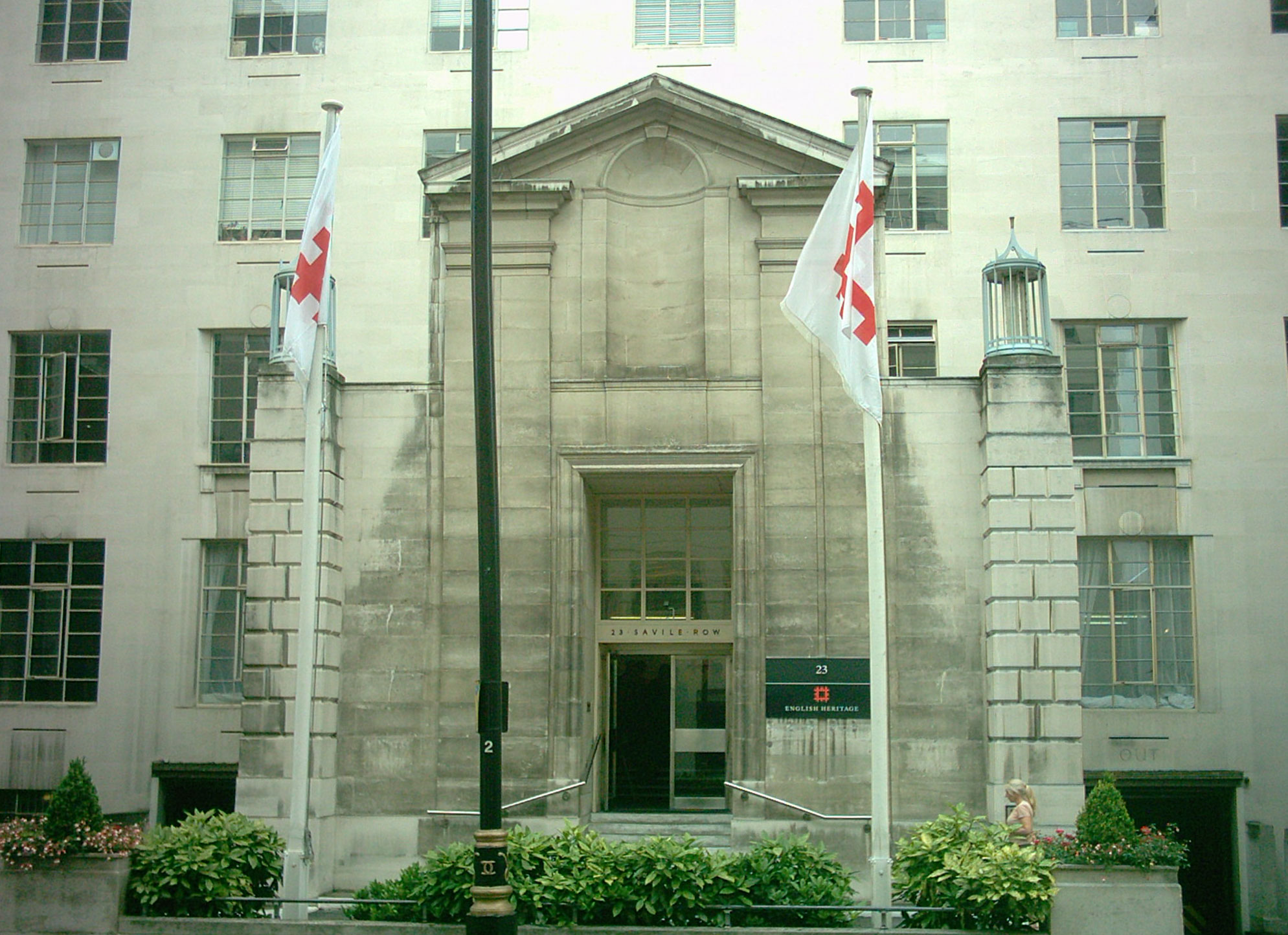
런던 사빌로의 본부

잉글리시 헤리티지(English Heritage)는 잉글랜드의 역사적 건축물을 보호하기 위해 영국 정부에 의해 설립된 단체이다. 스톤 헨지와 같은 고고학 유적부터 아이언 브리지 등 산업 유산에 이르는 광범위한 건축물을 다루고 있다. 그 건축물의 보호, 등록 등이 목적이다.